# Q-dérivée
En mathématiques, notamment en combinatoire et en calcul quantique, la q-dérivée (aussi appelée dérivée de Jackson) est un q-analogue de la dérivée ordinaire, introduite par Frank Hilton Jackson. C'est l'inverse de la q-intégration de Jackson.

## Définition
La q-dérivée (dérivée de Jackson) d'une fonction {\displaystyle f} est définie comme,, :{\displaystyle \left({\frac {\mathrm {d} }{\mathrm {d} x}}\right)_{q}f(x)={\frac {f(qx)-f(x)}{qx-x}}.}
Elle est souvent notée {\displaystyle D_{q}f(x)}. 
Formellement, en termes d'opérateur de décalage de Lagrange en variable logarithmique, on peut écrire :
{\displaystyle D_{q}={\frac {1}{x}}{\frac {q^{\frac {\rm {d}}{{\rm {d}}\ln x}}-1}{q-1}}}.
Ceci montre que {\displaystyle D_{q}} tend vers la dérivée ordinaire {\displaystyle {\frac {\mathrm {d} }{\mathrm {d} x}}} lorsque {\displaystyle q} tend vers 1.
La q-dérivée a des propriétés analogues à la dérivée usuelle. C'est un opérateur linéaire : 
{\displaystyle D_{q}\left(f(x)+g(x)\right)=D_{q}f(x)+D_{q}g(x)}.
Il existe une règle de produit analogue à la règle du produit pour la dérivée ordinaire : 
{\displaystyle D_{q}\left(f(x)g(x)\right)=g(x)D_{q}f(x)+f(qx)D_{q}g(x)=g(qx)D_{q}f(x)+f(x)D_{q}g(x)}.
On a aussi l'identité suivante pour les quotients :
{\displaystyle D_{q}{\frac {f(x)}{g(x)}}={\frac {g(x)D_{q}f(x)-f(x)D_{q}g(x)}{g(qx)g(x)}},\quad g(x)g(qx)\neq 0}.
Pour la composition, on obtient, avec {\displaystyle g(x)=cx^{k}} :
{\displaystyle D_{q}f\left(g(x)\right)=D_{q^{k}}(f)\left(g(x)\right)D_{q}(g)(x)}.
La fonction propre de la q-dérivée est la q-exponentielle {\displaystyle e_{q}(x)}.

## Relation avec les dérivées ordinaires
La q-dérivation ressemble à une dérivation ordinaire, avec quelques différences notables. Par exemple, la q-dérivée du monôme est :
{\displaystyle \left({\frac {\mathrm {d} }{\mathrm {d} z}}\right)_{q}z^{n}={\frac {1-q^{n}}{1-q}}z^{n-1}=[n]_{q}z^{n-1}}
où {\displaystyle [n]_{q}} est le q-symbole de Pochhammer de {\displaystyle n}. On peut noter que {\displaystyle \lim _{q\to 1}[n]_{q}=n}, et on retrouve alors la dérivée ordinaire.
La q-dérivée {\displaystyle n}-ième d'une fonction vérifie :
{\displaystyle \left(D_{q}^{n}f\right)(0)={\frac {f^{(n)}(0)}{n!}}{\frac {\left(q;q\right)_{n}}{\left(1-q\right)^{n}}}={\frac {f^{(n)}(0)}{n!}}[n]!_{q}}
si la dérivée {\displaystyle n}-ième ordinaire de {\displaystyle f} existe en {\displaystyle x=0}. Ici, {\displaystyle \left(q;q\right)_{n}} est le q-symbole de Pochhammer et {\displaystyle [n]!_{q}} est la q-factorielle. Si {\displaystyle f(x)} est analytique, on peut appliquer la formule de Taylor à la définition de {\displaystyle D_{q}\left(f(x)\right)} et ainsi obtenir :
{\displaystyle D_{q}\left(f(x)\right)=\sum _{k=0}^{\infty }{\frac {\left(q-1\right)^{k}}{(k+1)!}}x^{k}f^{(k+1)}(x)}.
Le q-analogue du développement de Taylor d'une fonction autour de 0 devient :
{\displaystyle f(z)=\sum _{n=0}^{\infty }f^{(n)}(0)\,{\frac {z^{n}}{n!}}=\sum _{n=0}^{\infty }\left(D_{q}^{n}f\right)(0)\,{\frac {z^{n}}{[n]!_{q}}}}.

## q-dérivées d'ordre supérieur
Pour les q-dérivées d'ordre supérieur, on a l'identité suivante, :
{\displaystyle D_{q}^{n}f(x)={\frac {1}{\left(1-q\right)^{n}x^{n}}}\sum _{k=0}^{n}\left(-1\right)^{k}{\binom {n}{k}}_{q}q^{{\binom {k}{2}}-(n-1)k}f\left(q^{k}x\right)},
où {\displaystyle {\binom {n}{k}}_{q}} est le coefficient q-binomial. En changeant l'ordre de sommation avec {\displaystyle r=n-k}, on obtient la formule suivante, :
{\displaystyle D_{q}^{n}f(x)={\frac {\left(-1\right)^{n}q^{-{\binom {n}{2}}}}{\left(1-q\right)^{n}x^{n}}}\sum _{r=0}^{n}\left(-1\right)^{r}{\binom {n}{r}}_{q}q^{\binom {r}{2}}f\left(q^{n-r}x\right)}.
Les dérivées d'ordre supérieur sont utilisées pour la formule de q-Taylor et la formule de q-Rodrigues (une formule utilisée pour construire les q-polynômes orthogonaux).

## Exemples
On a :
{\displaystyle \forall a\in \mathbb {R} ,D_{q}(a)=0}
{\displaystyle D_{q}(x)=1}
{\displaystyle \forall n\geqslant 2,\ D_{q}(x^{n})={\frac {q^{n}-1}{q-1}}x^{n-1}=[n]_{q}x^{n-1}.}
{\displaystyle \forall n\geqslant 1,\ D_{q}(x^{-n})=[-n]_{q}x^{-n-1}.}
{\displaystyle D_{q}({\sqrt {x}})={\frac {1}{(1+{\sqrt {q}}){\sqrt {x}}}}.}
Les q-dérivées des autres fonctions usuelles (exponentielle, trigonométriques) ne sont pas définies de façon unique (voir q-exponentielle.

## q-intégration
De façon analogue, pour une fonction f donnée, une q-primitive F sera une fonction telle que sa q-dérivée soit f. En partant de la définition de la q-dérivée, on a :
{\displaystyle {\begin{aligned}\forall x\in \mathbb {R} ,F(qx)=F(x)+(q-1)xf(x)&\Longleftrightarrow &F(x)=F\left({\frac {x}{q}}\right)+(q-1){\frac {x}{q}}f\left({\frac {x}{q}}\right)&\\&\Longleftrightarrow &F(x)=\left[F\left({\frac {x}{q^{2}}}\right)+(q-1){\frac {x}{q^{2}}}f\left({\frac {x}{q^{2}}}\right)\right]+(q-1){\frac {x}{q}}f\left({\frac {x}{q}}\right)&\\&\Longleftrightarrow &F(x)=F\left({\frac {x}{q^{n}}}\right)+(q-1)x\sum _{n=1}^{N}{\frac {1}{q^{n}}}f\left({\frac {x}{q^{n}}}\right)&\\&\Longleftrightarrow &F(x)=C+(q-1)x\sum _{n=1}^{+\infty }{\frac {1}{q^{n}}}f\left({\frac {x}{q^{n}}}\right)&\end{aligned}}}
La dernière équivalence est vraie qui F est continue en 0 et si la série converge.
Cette définition n'induit pas qu'une q-primitive de la fonction f est nécessairement une q-analogue d'une primitive de f.

## Généralisations

### Calcul post-quantique
Le calcul post-quantique est une généralisation de la théorie du calcul quantique ; elle utilise l'opérateur suivant, :
{\displaystyle D_{p,q}f(x):={\frac {f(px)-f(qx)}{(p-q)x}},\quad x\neq 0}.

### Différence de Hahn
Wolfgang Hahn a introduit l'opérateur suivant (parfois appelé différence de Hahn), :
{\displaystyle D_{q,\omega }f(x):={\frac {f(qx+\omega )-f(x)}{(q-1)x+\omega }},\quad 0<q<1,\quad \omega >0}.
Lorsque {\displaystyle \omega \to 0}, cet opérateur se réduit à une {\displaystyle q}-dérivée, et lorsque {\displaystyle q\to 1} cela devient une différence amont. Il s'agit d'un outil efficace pour construire des familles de polynômes orthogonaux et pour étudier certains problèmes d'approximation,,.

### β-dérivée
La {\displaystyle \beta }-dérivée est un opérateur défini comme suit, :
{\displaystyle D_{\beta }f(t):={\frac {f\left(\beta (t)\right)-f(t)}{\beta (t)-t}},\quad \beta \neq t,\quad \beta :I\to I}.
Dans cette définition, {\displaystyle I} est un intervalle donné et {\displaystyle \beta (t)} est toute fonction continue strictement croissante (c'est-à-dire {\displaystyle t>s\Rightarrow \beta (t)>\beta (s)}). Quand {\displaystyle \beta (t)=qt} alors cet opérateur est une {\displaystyle q}-dérivée, et quand {\displaystyle \beta (t)=qt+\omega } cet opérateur est la différence de Hahn.

## Applications
Le q-calcul a été utilisé en apprentissage automatique pour concevoir des fonctions d'activation stochastique.
Pour d'autres formes de q-dérivée, voir Chung et al. 1994.